# Свинцово-серый пегий канюк
Свинцово-серый пегий канюк (лат. Cryptoleucopteryx plumbea) — вид хищных птиц семейства ястребиных. Единственный представитель рода Cryptoleucopteryx. Подвидов не выделяют. Распространены в Центральной Америке и на северо-западе Южной Америки.

## Таксономия
Свинцово-серый пегий канюк был впервые описан в 1872 году британским натуралистом Осбертом Сэльвином (англ. Osbert Salvin; 1835—1898) под биноменом Leucopternis plumbeus. Однако в начале XXI века исследования митохондриальной ДНК показали, что род является полифилетическим, и данный вид был переведен в новообразованный род Cryptoleucopteryx.

## Описание
Небольшая хищная птица с короткими, широкими, закруглёнными на концах крыльями, хвостом средней длины и короткими ногами. Размах крыльев превышает длину тела в 2,1 раза. Длина тела составляет 35—38 см, длина крыла варьирует от 21,9 до 24,8 см, а длина хвоста — от 12,9 до 14,5 см. Самки несколько крупнее самцов. Общая окраска тёмно-синевато-серая, более тёмная на крыльях и хвосте. Посередине хвоста проходит белая полоса. Нижняя сторона крыльев белая. Бедра испещрены тонкими белыми полосками. Радужная оболочка от красновато-оранжевого до красного цвета; восковица, уздечка и лапы оранжевые. Молодь похожа на взрослых особей, но нижняя часть груди и брюхо испещрены сероватыми пятнами; иногда есть вторая белая полоса на хвосте; радужная оболочка коричневатая.

## Биология
Встречается поодиночке или парами. Никогда не наблюдали парение в небе. Охотится с присады, подолгу сидя на одном месте над водой. Питается лягушками, крабами, рыбой и водными змеями. Размножение не описано.

## Распространение и места обитания
Свинцово-серый пегий канюк распространён от запада Панамы через западную Колумбию до северо-запада Эквадора. Обитает в низменных и предгорных влажных лесах с закрытым пологом на высоте до 800 м над уровнем моря, но также был зарегистрирован в деградированных лесах.